# Pseudocercospora nandinae
Pseudocercospora nandinae är en svampart som först beskrevs av Nagat., och fick sitt nu gällande namn av X.J. Liu & Y.L. Guo 1992. Pseudocercospora nandinae ingår i släktet Pseudocercospora och familjen Mycosphaerellaceae.   Inga underarter finns listade i Catalogue of Life.